# Hong Kong Mile
Groupe I
Le Hong Kong Mile est une course hippique de plat se déroulant au mois de décembre sur l'hippodrome de Sha Tin à Hong Kong.
C'est une course de Groupe I qui se court sur la distance de 1 600 mètres, piste en gazon. L'allocation s'élève à 25 000 000 HK$. Elle se dispute le même jour que le Hong Kong Sprint, le Hong Kong Vase et la Hong Kong Cup.

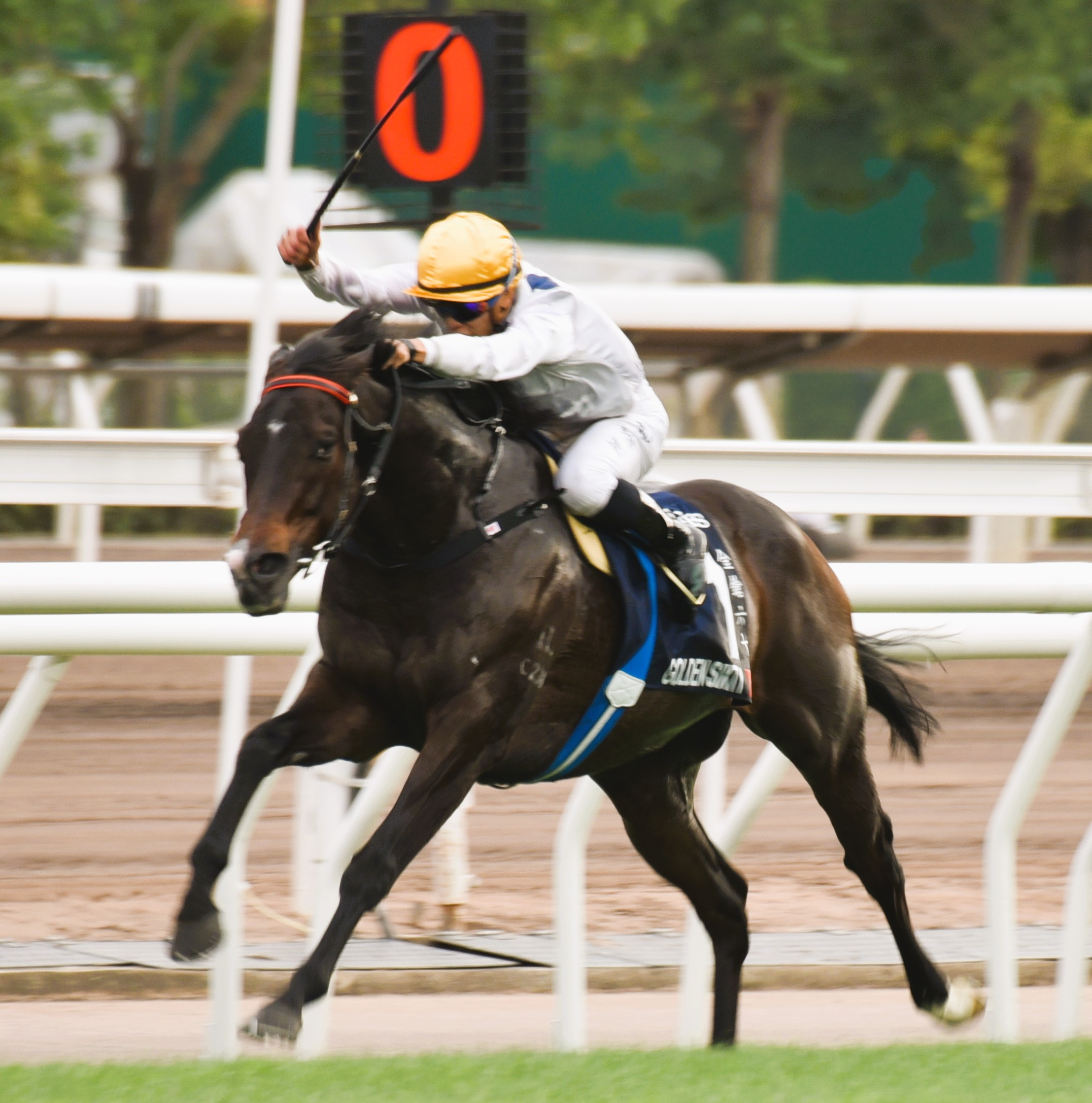
Golden Sixty (ici en 2023), triple vainqueur de l'épreuve

## Palmarès depuis 2000
| Année | Vainqueur          | S/A | Pays             | Père               | Jockey               | Entraîneur         | Propriétaire                     | Temps   |
| ----- | ------------------ | --- | ---------------- | ------------------ | -------------------- | ------------------ | -------------------------------- | ------- |
| 2024  | Voyage Bubble      | H.6 | Hong Kong        | Deep Field         | James McDonald       | P. F. Yiu          | Sunshine & Moonlight Syndicate   | 1'33"34 |
| 2023  | Golden Sixty       | H.8 | Hong Kong        | Medaglia d'Oro     | Yo Chak-yiu          | Lui Kin-wan        | S. Chan Ka Leung                 | 1'34"10 |
| 2022  | California Spangle | H.4 | Hong Kong        | Starspangledbanner | Zac Purton           | Antony-S. Cruz     | Howard Liang Yum Shing           | 1'33"41 |
| 2021  | Golden Sixty       | H.6 | Hong Kong        | Medaglia d'Oro     | Yo Chak-yiu          | Lui Kin-wan        | S. Chan Ka Leung                 | 1'33"86 |
| 2020  | Golden Sixty       | H.5 | Hong Kong        | Medaglia d'Oro     | Yo Chak-yiu          | Lui Kin-wan        | S. Chan Ka Leung                 | 1'33"45 |
| 2019  | Admire Mars        | H.6 | Japon            | Daiwa Major        | Christophe Soumillon | Yasuo Tomomichi    | Riichi Kondo                     | 1'33"25 |
| 2018  | Beauty Generation  | H.6 | Australie        | Road to Rock       | Zac Purton           | John Moore         | P. Kwok Ho Chuen                 | 1'33"52 |
| 2017  | Beauty Generation  | H.5 | Australie        | Road to Rock       | Kevin-Derek Lung     | John Moore         | P. Kwok Ho Chuen                 | 1'33"72 |
| 2016  | Beauty Only        | H.5 | Italie           | Holy Roman Emperor | Zac Purton           | Antony-S. Cruz     | E. Kwok Law Kwai Chun & Co       | 1'33"48 |
| 2015  | Maurice            | M.4 | Japon            | Screen Hero        | Ryan Moore           | Noriyuki Hori      | Kazumi Yoshida                   | 1'33"92 |
| 2014  | Able Friend        | H.5 | Australie        | Shamardal          | Joao Moreira         | John Moore         | Dr & Mrs Cornel Li Fook Kwan     | 1'33"49 |
| 2013  | Glorious Days      | H.6 | Nouvelle-Zélande | Hussonet           | Douglas Whyte        | John Size          | Tom Brown's Syndicate            | 1'33"60 |
| 2012  | Ambitious Dragon   | M.6 | Hong Kong        | Pins               | Zac Purton           | Anthony T. Millard | J. Lam Pui Hung & A. Lam Hin Yue | 1'34"12 |
| 2011  | Able One           | H.9 | Nouvelle-Zélande | Cape Cross         | J Lloyd              | John Moore         | Dr & Mrs Cornel Li Fook Kwan     | 1'33"98 |
| 2010  | Beauty Flash       | H.5 | Nouvelle-Zélande | Golan              | Gerald Mossé         | Tony Cruz          | Simon Kwok Siu Ming              | 1'34"79 |
| 2009  | Good Ba Ba         | H.7 | Hong Kong        | Lear Fan           | Olivier Doleuze      | Derek Cruz         | John Yuen Se Kit                 | 1'34"60 |
| 2008  | Good Ba Ba         | H.6 | Hong Kong        | Lear Fan           | Christophe Soumillon | Andreas Schütz     | John Yuen Se Kit                 | 1'32"71 |
| 2007  | Good Ba Ba         | H.5 | Hong Kong        | Lear Fan           | Olivier Doleuze      | Andreas Schütz     | John Yuen Se Kit                 | 1'34"50 |
| 2006  | The Duke           | H.6 | Australie        | Danehill           | Olivier Doleuze      | Caspar Fownes      | Eddie Yau, Jr.                   | 1'33"40 |
| 2005  | Hat Trick          | M.4 | Japon            | Sunday Silence     | Olivier Peslier      | Katsuhiko Sumii    | Carrot Farm                      | 1'34"80 |
| 2004  | Firebreak          | M.5 | Royaume-Uni      | Charnwood Forest   | Lanfranco Dettori    | Saeed bin Suroor   | Godolphin                        | 1'34"60 |
| 2003  | Lucky Owners       | M.3 | Hong Kong        | Danehill           | Felix Coetzee        | Tony Cruz          | Mr & Mrs Leung Kai Fai           | 1'34"30 |
| 2002  | Olympic Express    | H.4 | Royaume-Uni      | Bishop of Cashel   | Weichong Marwing     | Ivan Allan         | Larry Yung Chi Kin               | 1'34"90 |
| 2001  | Eishin Preston     | M.4 | Japon            | Green Dancer       | Yuichi Fukunaga      | Shuji Kitahashi    | Toyomitsu Hirai                  | 1'34"80 |
| 2000  | Sunline            | F.5 | Nouvelle-Zélande | Desert Sun         | Greg Childs          | Trevor McKee       | Trevor McKee                     | 1'34"20 |